# Discografia de Cassie
A discografia da cantora norte-americana Cassie consiste em dois álbuns de estúdio, um mixtape, vinte e quatro singles, sete aparições de vídeo e onze videoclipes.. Ela fez sua estréia no verão de 2006, com a Cassie álbum auto-intitulado , que estreou em quarto lugar nos EUA e ficou no top quarenta no Reino Unido. O primeiro single do álbum, " Me & U" atingiu o pico de número três no Estados Unidos e ficou dentro do top dez de vários países internacionais. O single seguinte "Long Way 2 Go" alcançou a posição noventa e sete no EUA e em geral foi menos bem sucedido. Em 2007, Cassie cantou o single "Is It You " para a trilha sonora do filme Step Up 2: The Streets. A canção alcançou a posição oitenta e cinco na Canadian Hot 100 e cinqüenta e dois no Reino Unido.
De 2008 a 2011, Cassie lançou uma série de canções que todos falharam para alcançar em qualquer grande parada, de "Official Girl" (2008), " Must Be Love" (2009), " Let's Get Crazy" (2009), "Make You A Believer" (2011), a "Radio" (2011). Durante este tempo, Cassie também contou com dois singles , "Addiction", de Ryan Leslie (2008) e "Sound of Love" por DJ Komori (2011). Em 2012, Cassie lançou dois singles a ser dito de seu segundo álbum , "King Of Hearts" e "Balcony". Cassie também lançou uma música com a rapper Nicki Minaj, " The Boys". A canção teve sucesso limitado, atingindo um máximo de noventa e nove na Irlanda.
Em abril de 2013, Cassie lançou seu primeiro mixtape RockAByeBaby, que foi procedida pela liberação viral de "Numb", com Rick Ross e "Paradise ", com Wiz Khalifa.

## Álbuns

### Álbuns de estúdio
| Título | Detalhes do álbum                                                                                    | Gráfico de pico das posições | Gráfico de pico das posições | Gráfico de pico das posições | Gráfico de pico das posições | Gráfico de pico das posições | Vendas        |
| Título | Detalhes do álbum                                                                                    | US                           | FRA                          | NL                           | SWI                          | UK                           | Vendas        |
| Cassie | - Lançado: 08 de agosto de 2006 - Selo: Bad Boy Records, NextSelection - Formato: CD, Music download | 4                            | 48                           | 78                           | 56                           | 33                           | - US: 321,000 |

### Mixtapes
| Título        | Detalhes do álbum                                                                                |
| ------------- | ------------------------------------------------------------------------------------------------ |
| RockAByeBaby  | Lançado: 11 de abril de 2013 Selo: Bad Boy Records, Interscope Records Formato: Digital Download |
| Free Friday's | Lançado: Junho de 2019 Selo: Independente Formato: Digital Download                              |

## Singles

### Como artista principal
| Título                                                                     | Ano  | Gráfico de pico das posições | Gráfico de pico das posições | Gráfico de pico das posições | Gráfico de pico das posições | Gráfico de pico das posições | Gráfico de pico das posições | Gráfico de pico das posições | Gráfico de pico das posições | Gráfico de pico das posições | Certificações    | Álbum                  |
| Título                                                                     | Ano  | US                           | AUS                          | CAN                          | FRA                          | GER                          | IRE                          | NZ                           | SWE                          | UK                           | Certificações    | Álbum                  |
| -------------------------------------------------------------------------- | ---- | ---------------------------- | ---------------------------- | ---------------------------- | ---------------------------- | ---------------------------- | ---------------------------- | ---------------------------- | ---------------------------- | ---------------------------- | ---------------- | ---------------------- |
| "Me & U"                                                                   | 2006 | 3                            | 12                           | —                            | 8                            | 12                           | 9                            | 4                            | 22                           | 6                            | - RIAA: Platinum | Cassie                 |
| "Long Way 2 Go"                                                            | 2006 | 97                           | 23                           | —                            | 21                           | 43                           | 14                           | 17                           | 28                           | 12                           |                  | Cassie                 |
| "Is It You"                                                                | 2007 | —                            | —                            | 85                           | —                            | —                            | —                            | —                            | —                            | 52                           |                  | Step Up 2: The Streets |
| "Official Girl" (featuring Lil Wayne)                                      | 2008 | —                            | —                            | —                            | —                            | —                            | —                            | —                            | —                            | —                            |                  | TBA                    |
| "Must Be Love" (featuring Puff Daddy)                                      | 2009 | —                            | —                            | —                            | —                            | —                            | —                            | —                            | —                            | —                            |                  | TBA                    |
| "Let's Get Crazy" (featuring Akon)                                         | 2009 | —                            | —                            | —                            | —                            | —                            | —                            | —                            | —                            | —                            |                  | TBA                    |
| "Make You a Believer" (featuring Jadakiss)                                 | 2011 | —                            | —                            | —                            | —                            | —                            | —                            | —                            | —                            | —                            |                  | TBA                    |
| "Radio" (featuring Fabolous)                                               | 2011 | —                            | —                            | —                            | —                            | —                            | —                            | —                            | —                            | —                            |                  | TBA                    |
| "Balcony" (featuring Young Jeezy)                                          | 2012 | —                            | —                            | —                            | —                            | —                            | —                            | —                            | —                            | —                            |                  | TBA                    |
| "King Of Hearts"                                                           | 2012 | —                            | —                            | —                            | —                            | —                            | —                            | —                            | —                            | —                            |                  | TBA                    |
| "End Of The Line"                                                          | 2013 | —                            | —                            | —                            | —                            | —                            | —                            | —                            | —                            | —                            |                  | TBA                    |
| "All Gold, All Girls (Remix)" (featuring Trina and Lola Monroe)            | 2013 | —                            | —                            | —                            | —                            | —                            | —                            | —                            | —                            | —                            |                  | TBA                    |
| "Numb" (featuring Rick Ross)                                               | 2013 | —                            | —                            | —                            | —                            | —                            | —                            | —                            | —                            | —                            |                  | RockAByeBaby           |
| "Paradise" (featuring Wiz Khalifa)                                         | 2013 | —                            | —                            | —                            | —                            | —                            | —                            | —                            | —                            | —                            |                  | RockAByeBaby           |
| "Addiction" (featuring French Montana)                                     | 2013 | —                            | —                            | —                            | —                            | —                            | —                            | —                            | —                            | —                            |                  | RockAByeBaby           |
| "All My Love"                                                              | 2013 | —                            | —                            | —                            | —                            | —                            | —                            | —                            | —                            | —                            |                  | RockAByeBaby           |
| "Bad Bitches" (featuring Ester Dean)                                       | 2013 | —                            | —                            | —                            | —                            | —                            | —                            | —                            | —                            | —                            |                  | RockAByeBaby           |
| "Do My Dance" (featuring Too $hort)                                        | 2013 | —                            | —                            | —                            | —                            | —                            | —                            | —                            | —                            | —                            |                  | RockAByeBaby           |
| "I Know What You Want"                                                     | 2013 | —                            | —                            | —                            | —                            | —                            | —                            | —                            | —                            | —                            |                  | RockAByeBaby           |
| "I Love It" (featuring Fabolous)                                           | 2013 | —                            | —                            | —                            | —                            | —                            | —                            | —                            | —                            | —                            |                  | RockAByeBaby           |
| "RockAByeBaby"                                                             | 2013 | —                            | —                            | —                            | —                            | —                            | —                            | —                            | —                            | —                            |                  | RockAByeBaby           |
| "Sound Of Love" (featuring Jeremih)                                        | 2013 | —                            | —                            | —                            | —                            | —                            | —                            | —                            | —                            | —                            |                  | RockAByeBaby           |
| "Take Care Of Me Baby" (featuring Pusha T)                                 | 2013 | —                            | —                            | —                            | —                            | —                            | —                            | —                            | —                            | —                            |                  | RockAByeBaby           |
| "Turn Up" (featuring Meek Mill)                                            | 2013 | —                            | —                            | —                            | —                            | —                            | —                            | —                            | —                            | —                            |                  | RockAByeBaby           |
| "Excuses"                                                                  | 2019 | —                            | —                            | —                            | —                            | —                            | —                            | —                            | —                            | —                            |                  | Free Friday's          |
| "Hungover"                                                                 | 2019 | —                            | —                            | —                            | —                            | —                            | —                            | —                            | —                            | —                            |                  | Free Friday's          |
| "Speaking Of"                                                              | 2019 | —                            | —                            | —                            | —                            | —                            | —                            | —                            | —                            | —                            |                  | Free Friday's          |
| "Rollercaster" (featuring Ro James)                                        | 2019 | —                            | —                            | —                            | —                            | —                            | —                            | —                            | —                            | —                            |                  | Free Friday's          |
| "Don't Let Go"                                                             | 2019 | —                            | —                            | —                            | —                            | —                            | —                            | —                            | —                            | —                            |                  | Free Friday's          |
| "Teach Me"                                                                 | 2019 | —                            | —                            | —                            | —                            | —                            | —                            | —                            | —                            | —                            |                  | Free Friday's          |
| "Simple Things"                                                            | 2019 | —                            | —                            | —                            | —                            | —                            | —                            | —                            | —                            | —                            |                  | Free Friday's          |
| "—" denota um título que não gráfico, ou não foi lançado nesse território. |      |                              |                              |                              |                              |                              |                              |                              |                              |                              |                  |                        |

### Singles lançados não-oficialmente
| Título             | Ano  | Gráfico de pico das posições | Gráfico de pico das posições | Gráfico de pico das posições | Gráfico de pico das posições | Gráfico de pico das posições | Gráfico de pico das posições | Gráfico de pico das posições | Gráfico de pico das posições | Gráfico de pico das posições | Certificações |
| Título             | Ano  | US                           | AUS                          | CAN                          | FRA                          | GER                          | IRE                          | NZ                           | SWE                          | UK                           | Certificações |
| ------------------ | ---- | ---------------------------- | ---------------------------- | ---------------------------- | ---------------------------- | ---------------------------- | ---------------------------- | ---------------------------- | ---------------------------- | ---------------------------- | ------------- |
| "2 In The Morning" | 2007 | 15                           | —                            | —                            | —                            | —                            | —                            | —                            | —                            | —                            | —             |

### Como participante
| Título                                                                     | Ano  | Gráfico de pico das posições | Gráfico de pico das posições | Gráfico de pico das posições | Gráfico de pico das posições | Gráfico de pico das posições | Gráfico de pico das posições | Gráfico de pico das posições | Gráfico de pico das posições | Gráfico de pico das posições | Certificações | Álbum                                   |
| Título                                                                     | Ano  | US                           | AUS                          | CAN                          | FRA                          | GER                          | IRE                          | NZ                           | SWE                          | UK                           | Certificações | Álbum                                   |
| -------------------------------------------------------------------------- | ---- | ---------------------------- | ---------------------------- | ---------------------------- | ---------------------------- | ---------------------------- | ---------------------------- | ---------------------------- | ---------------------------- | ---------------------------- | ------------- | --------------------------------------- |
| "Addiction" (Ryan Leslie featuring Cassie and Fabolous)                    | 2008 | 15                           | —                            | —                            | —                            | —                            | —                            | —                            | —                            | —                            | —             | Ryan Leslie                             |
| "Sound of Love" (DJ Komori featuring Cassie)                               | 2011 | —                            | —                            | —                            | —                            | 17                           | —                            | 49                           | —                            | —                            | —             | TBA                                     |
| "The Boys" (Nicki Minaj featuring Cassie)                                  | 2012 | 114                          | —                            | —                            | —                            | —                            | 99                           | —                            | —                            | 113                          | —             | Pink Friday: Roman Reloaded – The Re-Up |
| "I'm Not Drunk (Interlude)" (Colin Munroe featuring Cassie)                | 2012 | —                            | —                            | —                            | —                            | —                            | —                            | —                            | —                            | —                            | —             | Unsung Hero                             |
| "Not Love (Interlude)" (Colin Munroe featuring Cassie)                     | 2012 | —                            | —                            | —                            | —                            | —                            | —                            | —                            | —                            | —                            | —             | Unsung Hero                             |
| "In The Mood" (LoLa Monroe featuring Cassie)                               | 2013 | —                            | —                            | —                            | —                            | —                            | —                            | —                            | —                            | —                            | —             | Lipstick and Pistols                    |
| "Indo" (Solange Knowles featuring Cassie)                                  | 2013 | —                            | —                            | —                            | —                            | —                            | —                            | —                            | —                            | —                            | —             | Saint Heron                             |
| "—" denota um título que não gráfico, ou não foi lançado nesse território. |      |                              |                              |                              |                              |                              |                              |                              |                              |                              |               |                                         |

## Videoclipes

### Como artista
| Ano  | Título                             | Diretor                    |
| ---- | ---------------------------------- | -------------------------- |
| 2006 | "Me & U"                           | Ray Kay                    |
| 2006 | "Long Way 2 Go"                    | Erik White                 |
| 2008 | "Is It You"                        | Desconhecido               |
| 2008 | "Official Girl"                    | Chris Robinson             |
| 2009 | "Must Be Love"                     | Bernard Gourley            |
| 2012 | "King of Hearts"                   | Christopher Sims           |
| 2012 | "King of Hearts" (R3hab Remix)     | Julien Bachelet            |
| 2012 | "The Boys" (featuring Nicki Minaj) | Colin Tilley               |
| 2013 | "End Of The Line"                  | Desconhecido               |
| 2013 | "Numb" (featuring Rick Ross)       | Alex Nazari                |
| 2013 | "Paradise" (featuring Wiz Khalifa) | Alex Nazari                |
| 2013 | "I Know What You Want"             | Chris Latouche and Jay-Ohh |

### Como participante
| Ano  | Título                         | Artista        | Diretor        |
| ---- | ------------------------------ | -------------- | -------------- |
| 2002 | "Just Friends"                 | Mario          | Diane Martel   |
| 2007 | "Roc Boys (And The Winner Is)" | Jay-Z          | Chris Robinson |
| 2007 | "Stronger"                     | Kanye West     | Hype Williams  |
| 2009 | "Crawl"                        | Chris Brown    | Joseph Kahl    |
| 2011 | "Keep It 500"                  | Red Cafe       | Ramon Cruz     |
| 2011 | "Roll Up"                      | Wiz Khalifa    | Jake Davis     |
| 2012 | "Shot Caller (Remix)"          | French Montana | Colin Tilley   |
| 2013 | "I'm A Coke Boy (Remix)"       | Chinx Drugz    | Spiff TV       |